# Rangers Football Club 2024-2025
Questa voce raccoglie le informazioni riguardanti il Rangers Football Club nelle competizioni ufficiali della stagione 2024-2025.

## Stagione
- In Scottish Premiership i Rangers si classificano al secondo posto (75 punti), dietro al Celtic e davanti all'Hibernian, qualificandosi così in Champions League.
- In Scottish Cup sono eliminati al quinto turno dal Queen's Park (0-1).
- In Scottish League Cup sono eliminati in finale dal Celtic (3-3, 4-5 d.c.r).
- In Champions League vengono eliminati nel terzo turno di qualificazione dagli ucraini della Dinamo Kiev (1-3 complessivo), passando così alla fase campionato dell'Europa League.
- In Europa League si classificano all'8° posto nella fase campionato (15 punti). Dopo aver eliminato i turchi del Fenerbahçe (3-3 complessivo, 3-2 d.c.r) agli ottavi di finale, vengono eliminati ai quarti di finale dagli spagnoli dell'Athletic Bilbao (0-2 complessivo).

## Maglie e sponsor
Il fornitore tecnico per la stagione 2024-2025 è Castore, mentre lo sponsor ufficiale è Unibet.
| Casa | Trasferta | Terza divisa |

## Rosa
| N. |                           | Ruolo | Calciatore                 |
| -- | ------------------------- | ----- | -------------------------- |
| 1  | Inghilterra (bandiera)    | P     | Jack Butland               |
| 2  | Inghilterra (bandiera)    | D     | James Tavernier (capitano) |
| 3  | Turchia (bandiera)        | D     | Rıdvan Yılmaz              |
| 4  | Paesi Bassi (bandiera)    | D     | Robin Pröpper              |
| 5  | Scozia (bandiera)         | D     | John Souttar               |
| 7  | Colombia (bandiera)       | C     | Óscar Cortés               |
| 8  | Scozia (bandiera)         | C     | Connor Barron              |
| 9  | Nigeria (bandiera)        | A     | Cyriel Dessers             |
| 10 | Costa d'Avorio (bandiera) | C     | Mohammed Diomande          |
| 11 | Galles (bandiera)         | A     | Tom Lawrence               |
| 14 | Albania (bandiera)        | C     | Nedim Bajrami              |
| 17 | Galles (bandiera)         | A     | Rabbi Matondo              |
| 18 | Rep. Ceca (bandiera)      | A     | Václav Černý               |
| 19 | Francia (bandiera)        | D     | Clinton Nsiala             |
| 20 | Inghilterra (bandiera)    | C     | Kieran Dowell              |
| 21 | Inghilterra (bandiera)    | D     | Dujon Sterling             |
| 22 | Brasile (bandiera)        | D     | Jefté                      |
| 23 | Scozia (bandiera)         | A     | Scott Wright               |

| N. |                             | Ruolo | Calciatore          |
| -- | --------------------------- | ----- | ------------------- |
| 24 | Paesi Bassi (bandiera)      | D     | Neraysho Kasanwirjo |
| 26 | Inghilterra (bandiera)      | D     | Ben Davies          |
| 27 | Nigeria (bandiera)          | D     | Leon Balogun        |
| 28 | Portogallo (bandiera)       | D     | Rafael Fernandes    |
| 29 | Marocco (bandiera)          | A     | Hamza Igamane       |
| 30 | Romania (bandiera)          | C     | Ianis Hagi          |
| 31 | Scozia (bandiera)           | P     | Liam Kelly          |
| 38 | Scozia (bandiera)           | D     | Leon King           |
| 43 | Belgio (bandiera)           | C     | Nicolas Raskin      |
| 45 | Irlanda del Nord (bandiera) | C     | Ross McCausland     |
| 47 | Scozia (bandiera)           | D     | Robbie Fraser       |
| 49 | Scozia (bandiera)           | C     | Bailey Rice         |
| 50 | Inghilterra (bandiera)      | A     | Zak Lovelace        |
| 52 | Scozia (bandiera)           | C     | Findlay Curtis      |
| 54 | Irlanda del Nord (bandiera) | P     | Mason Munn          |
| 55 | Inghilterra (bandiera)      | C     | Paul Nsio           |
| 99 | Brasile (bandiera)          | A     | Danilo              |

## Calciomercato

### Sessione estiva
| Acquisti | Acquisti            | Acquisti     | Acquisti                |
| R.       | Nome                | da           | Modalità                |
| -------- | ------------------- | ------------ | ----------------------- |
| C        | Ianis Hagi          | Alavés       | fine prestito           |
| D        | Adam Devine         | Motherwell   | fine prestito           |
| A        | Sam Lammers         | Utrecht      | fine prestito           |
| D        | Jefté               | Fluminense   | definitivo (680 mila £) |
| C        | Óscar Cortés        | Lens         | prestito                |
| C        | Mohammed Diomande   | Nordsjælland | definitivo (4.8 mln £)  |
| D        | Clinton Nsiala      | Milan        | definitivo (gratuito)   |
| C        | Connor Barron       | Aberdeen     | definitivo (gratuito)   |
| P        | Liam Kelly          | Motherwell   | definitivo (gratuito)   |
| A        | Hamza Igamane       | FAR Rabat    | definitivo (1.7 mln £)  |
| A        | Václav Černý        | Wolfsburg    | prestito                |
| A        | Robin Pröpper       | Twente       | definitivo (3.2 mln €)  |
| C        | José Cifuentes      | Cruzeiro     | fine prestito           |
| D        | Neraysho Kasanwirjo | Feyenoord    | prestito                |
| D        | Nedim Bajrami       | Sassuolo     | definito (4 mln €)      |

| Cessioni | Cessioni       | Cessioni        | Cessioni                |
| R.       | Nome           | a               | Modalità                |
| -------- | -------------- | --------------- | ----------------------- |
| C        | John Lundstram |                 | svincolato              |
| C        | Ryan Jack      |                 | svincolato              |
| A        | Kemar Roofe    |                 | svincolato              |
| D        | Borna Barišić  |                 | svincolato              |
| P        | Jon McLaughlin |                 | svincolato              |
| A        | Abdallah Sima  | Brighton        | fine prestito           |
| A        | Fábio Silva    | Wolverhampton   | fine prestito           |
| P        | Kieran Wright  | Airdrieonians   | prestito                |
| P        | Robby McCrorie | Kilmarnock      | definitivo              |
| A        | Sam Lammers    | Twente          | definitivo (2 mln €)    |
| D        | Connor Goldson | Arīs Limassol   | definitivo (1.7 mln £)  |
| C        | José Cifuentes | Arīs Salonicco  | prestito                |
| D        | Ben Davies     | Birmingham City | prestito                |
| A        | Scott Wright   | Birmingham City | definitivo (300 mila £) |
| C        | Todd Cantwell  | Blackburn       | definitivo (500 mila £) |

### Sessione invernale
| Acquisti | Acquisti         | Acquisti | Acquisti |
| R.       | Nome             | da       | Modalità |
| -------- | ---------------- | -------- | -------- |
| D        | Rafael Fernandes | Lilla    | prestito |

| Cessioni | Cessioni      | Cessioni        | Cessioni   |
| R.       | Nome          | a               | Modalità   |
| -------- | ------------- | --------------- | ---------- |
| D        | Robbie Fraser | Livingston      | prestito   |
| C        | Kieran Dowell | Birmingham City | prestito   |
| A        | Rabbi Matondo | Hannover 96     | prestito   |
| A        | Zak Lovelace  | Millwall        | definitivo |
| D        | Leon King     | Queen's Park    | prestito   |

## Risultati

### Scottish Premiership

#### Regular season
| Edimburgo 3 agosto 2024, ore 12:30 1ª giornata | Hearts     | 0 – 0 referto | Rangers | Tynecastle Park (18.478 spett.)\| Arbitro: \| Nick Walsh \| |
| Arbitro:                                       | Nick Walsh |               |         |                                                             |

| Arbitro: | Kevin Clancy |

|                       |           |                    |
| Dessers 13’ Černý 24’ | Marcatori | 17’ (aut.) Pröpper |

| Arbitro: | Ross Hardie |

|                                                           |           |  |
| Dessers 18’, 58’ Matondo 45’, 69’ Lawrence 65’ Danilo 90’ | Marcatori |  |

| Arbitro: | John Beaton |

|                                      |           |  |
| Maeda 17’ Furuhashi 40’ McGregor 75’ | Marcatori |  |

| Arbitro: | Don Robertson |

|  |           |             |
|  | Marcatori | 7’ Lawrence |

| Arbitro: | Nick Walsh |

|              |           |  |
| Lawrence 34’ | Marcatori |  |

| Arbitro: | David Dickinson |

|                |           |  |
| Černý 34’, 58’ | Marcatori |  |

| Arbitro: | Steven McLean |

|             |           |  |
| Watkins 87’ | Marcatori |  |

| Arbitro: | Calum Scott |

|                        |           |           |
| Diomande 13’ Černý 69’ | Marcatori | 26’ Gogić |

| Arbitro: | John Beaton |

|                       |           |             |
| Devlin 31’ Morris 74’ | Marcatori | 63’ Bajrami |

| Arbitro: | Calum Scott |

|            |           |           |
| Adewumi 6’ | Marcatori | 34’ Černý |

| Arbitro: | Matthew MacDermid |

|            |           |  |
| Dessers 6’ | Marcatori |  |

| Arbitro: | Don Robertson |

|           |           |           |
| Černý 66’ | Marcatori | 36’ Dalby |

| Arbitro: | Steven McLean |

|  |           |                 |
|  | Marcatori | 63’ (aut.) Holt |

| Arbitro: | Nick Walsh |

|                                                                 |           |  |
| Tavernier 37’ Danilo 53’ Igamane 55’ Černý 61’ Dessers 69’, 77’ | Marcatori |  |

| Arbitro: | Kevin Clancy |

|  |           |                                     |
|  | Marcatori | 6’ Igamane 37’ Danilo 86’ Tavernier |

| Arbitro: | Kevin Clancy |

|                                         |           |  |
| Igamane 13’ Balogun 90+3’ Dessers 90+7’ | Marcatori |  |

| Arbitro: | Matthew MacDermid |

|           |           |  |
| Černý 46’ | Marcatori |  |

| Arbitro: | David Dickinson |

|                                   |           |            |
| Smyth 30’ (rig.) Boyd-Munce 90+3’ | Marcatori | 61’ Danilo |

| Arbitro: | Kevin Clancy |

|                                    |           |                  |
| Stamatelopoulos 16’ Maswanhise 35’ | Marcatori | 50’, 68’ Igamane |

| Arbitro: | Don Robertson |

|                                |           |  |
| Hagi 7’ Pröpper 66’ Danilo 81’ | Marcatori |  |

| Arbitro: | John Beaton |

|                                   |           |                      |
| Boyle 33’, 61’ (rig.) Bushiri 83’ | Marcatori | 4’, 19’, 74’ Igamane |

| Arbitro: | Ross Hardie |

|                                    |           |             |
| Igamane 16’ Černý 20’ Diomande 25’ | Marcatori | 54’ Sanders |

| Arbitro: | Nick Walsh |

|           |           |                                      |
| Dalby 19’ | Marcatori | 37’ Diomande 49’ Pröpper 86’ Dessers |

| Arbitro: | Steven McLean |

|                                                |           |  |
| Hagi 18’, 25’ Souttar 36’ Tavernier 79’ (rig.) | Marcatori |  |

| Arbitro: | John Beaton |

|                 |           |                                         |
| Steinwender 49’ | Marcatori | 20’ (aut.), 73’ (aut.) McCart 49’ Černý |

| Arbitro: | Kevin Clancy |

|  |           |                          |
|  | Marcatori | 51’ Mandron 70’ Olusanya |

| Arbitro: | Don Robertson |

|                      |           |                                        |
| Wright 11’ Lyons 14’ | Marcatori | 35’ Černý 53’, 62’ Dessers 85’ Bajrami |

| Arbitro: | Nick Walsh |

|             |           |                          |
| Dessers 54’ | Marcatori | 9’ Armstrong 30’ Sparrow |

| Arbitro: | Steven McLean |

|                      |           |                                     |
| Maeda 49’ Hatate 74’ | Marcatori | 4’ Ranskin 37’ Diomande 88’ Igamane |

| Arbitro: | David Dickinson |

|                                        |           |                                                                 |
| Murray 2’ Shaughnessy 19’ Tiffoney 62’ | Marcatori | 43’ (aut.) Shaughnessy 75’ Tavernier 81’ Lawrence 90+3’ Dessers |

| Arbitro: | Don Robertson |

|  |           |                     |
|  | Marcatori | 8’ Levitt 69’ Boyle |

| Arbitro: | Steven McLean |

|                        |           |                        |
| Clarkson 31’ Guèye 44’ | Marcatori | 49’ Igamane 90+6’ Hagi |

#### Poule scudetto
| Arbitro: | Colin Steven |

|                          |           |                        |
| O'Hara 44’ McMenamin 73’ | Marcatori | 42’ Dessers 52’ Raskin |

| Arbitro: | Nick Walsh |

|             |           |          |
| Dessers 44’ | Marcatori | 57’ Idah |

| Arbitro: | David Dickinson |

|                                               |           |  |
| Černý 55’ Dessers 61’ Igamane 70’ Jefté 90+3’ | Marcatori |  |

| Arbitro: | Calum Scott |

|                                    |           |                    |
| Dessers 25’, 73’ (rig.) Raskin 75’ | Marcatori | 20’ Cleall-Harding |

| Arbitro: | Nick Walsh |

|                     |           |                       |
| Bowie 16’ Boyle 66’ | Marcatori | 2’ Dessers 50’ Raskin |

### Scottish Cup
| Arbitro: | Iain Snedden |

|                                                 |           |  |
| Dessers 27’, 57’, 90’ Nsiala 52’ McCausland 74’ | Marcatori |  |

| Arbitro: | Calum Scott |

|  |           |           |
|  | Marcatori | 69’ Drozd |

### Scottish League Cup
| Arbitro: | Matthew MacDermid |

|                              |           |  |
| Dessers 61’ McCausland 90+2’ | Marcatori |  |

| Arbitro: | Chris Graham |

|                                       |           |  |
| Dessers 18’, 66’ Tavernier 50’ (rig.) | Marcatori |  |

| Arbitro: | Nick Walsh |

|                     |           |                         |
| Halliday 81’ (rig.) | Marcatori | 49’ Dessers 81’ Bajrami |

| Arbitro: | John Beaton |

|                                   |                      |                                      |
| Taylor 56’ Maeda 60’ Kühn 87’     | Marcatori            | 41’ Bajrami 75’ Diomande 88’ Danilo  |
| Idah McGregor Engels Hatate Maeda | Tiri di rigore 5 – 4 | Tavernier Hagi Danilo Yılmaz Butland |

### Champions League
| Arbitro: | Donatas Rumšas |

|                |           |               |
| Jarmolenko 38’ | Marcatori | 90+4’ Dessers |

| Arbitro: | Marco Guida |

|  |           |                             |
|  | Marcatori | 82’ Pichal'onok 84’ Vološyn |

### Europa League
| Arbitro: | Luís Godinho |

|  |           |                           |
|  | Marcatori | 1’ Bajrami 76’ McCausland |

| Arbitro: | Sven Jablonski |

|              |           |                                      |
| Lawrence 14’ | Marcatori | 10’, 55’ Fofana 19’, 45+1’ Lacazette |

| Arbitro: | Marco Di Bello |

|                                         |           |  |
| Lawrence 10’ Černý 31’, 55’ Igamane 71’ | Marcatori |  |

| Arbitro: | Sascha Stegemann |

|              |           |             |
| El Kaabi 57’ | Marcatori | 64’ Dessers |

| Arbitro: | Ricardo de Burgos Bengoetxea |

|              |           |                                           |
| Bouanani 83’ | Marcatori | 35’ Černý 38’ Diomande 45+3’, 54’ Igamane |

| Arbitro: | Sandro Schärer |

|             |           |                |
| Igamane 47’ | Marcatori | 75’ Kulusevski |

| Arbitro: | Erik Lambrechts |

|                                    |           |             |
| Butland 52’ (aut.) Fernandes 90+2’ | Marcatori | 88’ Dessers |

| Arbitro: | Damian Sylwestrzak |

|                      |           |                  |
| Raskin 21’ Černý 55’ | Marcatori | 83’ Mac Allister |

| Arbitro: | Alejandro Hernández Hernández |

|           |           |                           |
| Djiku 30’ | Marcatori | 7’ Dessers 42’, 81’ Černý |

| Arbitro: | Espen Eskås |

|                               |                      |                               |
|                               | Marcatori            | 45’, 73’ Szymański            |
| Tavernier Černý Hagi Lawrence | Tiri di rigore 3 – 2 | Tadić Džeko Djiku Fred Yandaş |

| Glasgow 10 aprile 2025, ore 21:00 CEST Quarti di finale - Andata | Rangers       | 0 – 0 referto | Athletic Bilbao | Ibrox Stadium (49 922 spett.)\| Arbitro: \| István Kovács \| |
| Arbitro:                                                         | István Kovács |               |                 |                                                              |

| Arbitro: | Irfan Peljto |

|                                     |           |  |
| Sancet 45+4’ (rig.) N. Williams 80’ | Marcatori |  |

## Statistiche

### Statistiche di squadra
Statistiche aggiornate al 17 maggio 2025.
| Competizione         | Punti | In casa | In casa | In casa | In casa | In casa | In casa | In trasferta | In trasferta | In trasferta | In trasferta | In trasferta | In trasferta | Totale | Totale | Totale | Totale | Totale | Totale | DR  |
| Competizione         | Punti | G       | V       | N       | P       | Gf      | Gs      | G            | V            | N            | P            | Gf           | Gs           | G      | V      | N      | P      | Gf     | Gs     | DR  |
| -------------------- | ----- | ------- | ------- | ------- | ------- | ------- | ------- | ------------ | ------------ | ------------ | ------------ | ------------ | ------------ | ------ | ------ | ------ | ------ | ------ | ------ | --- |
| Scottish Premiership | 75    | 19      | 14      | 2       | 3       | 44      | 12      | 19           | 8            | 7            | 4            | 36           | 29           | 38     | 22     | 9      | 7      | 80     | 41     | +39 |
| Scottish Cup         | -     | 2       | 1       | 0       | 1       | 5       | 1       | 0            | 0            | 0            | 0            | 0            | 0            | 2      | 2      | 0      | 0      | 5      | 1      | +4  |
| Scottish League Cup  | -     | 2       | 2       | 0       | 0       | 5       | 0       | 0            | 0            | 0            | 0            | 0            | 0            | 4      | 3      | 0      | 1      | 10     | 4      | +6  |
| Champions League     | -     | 1       | 0       | 0       | 1       | 0       | 2       | 1            | 0            | 1            | 0            | 1            | 1            | 2      | 0      | 1      | 1      | 1      | 3      | -2  |
| Europa League        | 14    | 6       | 2       | 2       | 2       | 8       | 8       | 6            | 3            | 1            | 2            | 11           | 7            | 12     | 5      | 3      | 4      | 19     | 15     | +4  |
| Totale               | 89    | 30      | 19      | 4       | 7       | 62      | 23      | 26           | 11           | 9            | 6            | 48           | 37           | 58     | 31     | 14     | 13     | 115    | 64     | +51 |

### Andamento in campionato
| Giornata  | 1 | 2 | 3 | 4 | 5 | 6 | 7 | 8 | 9 | 10 | 11 | 12 | 13 | 14 | 15 | 16 | 17 | 18 | 19 | 20 | 21 | 22 | 23 | 24 | 25 | 26 | 27 | 28 | 29 | 30 | 31 | 32 | 33 | 34 | 35 | 36 | 37 | 38 |
| --------- | - | - | - | - | - | - | - | - | - | -- | -- | -- | -- | -- | -- | -- | -- | -- | -- | -- | -- | -- | -- | -- | -- | -- | -- | -- | -- | -- | -- | -- | -- | -- | -- | -- | -- | -- |
| Luogo     | T | C | C | T | T | C | C | T | C | T  | T  | C  | C  | T  | C  | T  | C  | C  | T  | T  | C  | T  | C  | T  | C  | T  | C  | T  | C  | T  | T  | C  | T  | T  | C  | C  | C  | T  |
| Risultato | N | V | V | P | V | V | V | P | V | P  | N  | V  | N  | V  | V  | V  | V  | V  | P  | N  | V  | N  | V  | V  | V  | V  | P  | V  | P  | V  | V  | P  | N  | N  | N  | V  | V  | N  |
| Posizione | 8 | 4 | 3 | 4 | 3 | 3 | 3 | 3 | 3 | 3  | 2  | 3  | 3  | 3  | 3  | 3  | 2  | 2  | 2  | 2  | 2  | 2  | 2  | 2  | 2  | 2  | 2  | 2  | 2  | 2  | 2  | 2  | 2  | 2  | 2  | 2  | 2  | 2  |

Legenda:

Luogo: C = Casa; T = Trasferta. Risultato: V = Vittoria; N = Pareggio; P = Sconfitta.

### Statistiche dei giocatori
| Giocatore     | Scottish Premiership | Scottish Premiership | Scottish Premiership | Scottish Premiership | Scottish Cup | Scottish Cup | Scottish Cup | Scottish Cup | League Cup | League Cup | League Cup  | League Cup | Coppe europee | Coppe europee | Coppe europee | Coppe europee | Totale   | Totale | Totale      | Totale     |
| Giocatore     | Presenze             | Reti                 | Ammonizioni          | Espulsioni           | Presenze     | Reti         | Ammonizioni  | Espulsioni   | Presenze   | Reti       | Ammonizioni | Espulsioni | Presenze      | Reti          | Ammonizioni   | Espulsioni    | Presenze | Reti   | Ammonizioni | Espulsioni |
| ------------- | -------------------- | -------------------- | -------------------- | -------------------- | ------------ | ------------ | ------------ | ------------ | ---------- | ---------- | ----------- | ---------- | ------------- | ------------- | ------------- | ------------- | -------- | ------ | ----------- | ---------- |
| J. Butland    | 28                   | -31                  | 2                    | 0                    | 0            | 0            | 0            | 0            | 4          | -4         | 0           | 0          | 2+10          | -3+-13        | 0+1           | 0             | 44       | -51    | 3           | 0          |
| L. Kelly      | 10                   | -10                  | 0                    | 0                    | 1            | -1           | 0            | 0            | 0          | 0          | 0           | 0          | 0+2           | 0+-2          | 0             | 0             | 13       | -13    | 0           | 0          |
| M. Munn       | 0                    | 0                    | 0                    | 0                    | 1            | 0            | 0            | 0            | 0          | 0          | 0           | 0          | 0             | 0             | 0             | 0             | 1        | 0      | 0           | 0          |
| J. Tavernier  | 33                   | 4                    | 4                    | 0                    | 2            | 0            | 0            | 0            | 4          | 1          | 1           | 0          | 2+12          | 0             | 1+2           | 0             | 53       | 5      | 8           | 0          |
| R. Yılmaz     | 17                   | 0                    | 1                    | 0                    | 2            | 0            | 0            | 0            | 1          | 0          | 0           | 0          | 2+7           | 0             | 0+1           | 0             | 29       | 0      | 2           | 0          |
| R. Pröpper    | 27                   | 2                    | 8                    | 0                    | 2            | 0            | 0            | 0            | 3          | 0          | 0           | 0          | 1+10          | 0             | 0+1           | 0+1           | 43       | 2      | 9           | 1          |
| J. Souttar    | 24                   | 1                    | 1                    | 0                    | 1            | 0            | 0            | 0            | 3          | 0          | 0           | 0          | 2+10          | 0             | 1+3           | 0             | 40       | 1      | 5           | 0          |
| D. Sterling   | 20                   | 0                    | 5                    | 0                    | 0            | 0            | 0            | 0            | 4          | 0          | 1           | 0          | 2+8           | 0             | 0+1           | 0             | 34       | 0      | 7           | 0          |
| C. Nsiala     | 11                   | 0                    | 1                    | 0                    | 1            | 1            | 0            | 0            | 0          | 0          | 0           | 0          | 0+1           | 0             | 0             | 0             | 13       | 1      | 1           | 0          |
| B. Davies     | 1                    | 0                    | 0                    | 0                    | 0            | 0            | 0            | 0            | 1          | 0          | 0           | 0          | 1+0           | 0             | 0             | 0             | 3        | 0      | 0           | 0          |
| Jefté         | 33                   | 1                    | 7                    | 0                    | 2            | 0            | 0            | 0            | 4          | 0          | 1           | 0          | 2+11          | 0             | 2+2           | 1+0           | 52       | 1      | 12          | 1          |
| N. Kasanwirjo | 9                    | 0                    | 1                    | 0                    | 0            | 0            | 0            | 0            | 2          | 0          | 0           | 0          | 0+4           | 0             | 0             | 0             | 15       | 0      | 1           | 0          |
| L. Balogun    | 20                   | 1                    | 1                    | 0                    | 0            | 0            | 0            | 0            | 2          | 0          | 1           | 0          | 1+7           | 0             | 0+2           | 0             | 30       | 1      | 4           | 0          |
| R. Fernandes  | 3                    | 0                    | 0                    | 0                    | 1            | 0            | 0            | 0            | 0          | 0          | 0           | 0          | 0             | 0             | 0             | 0             | 4        | 0      | 0           | 0          |
| L. King       | 2                    | 0                    | 0                    | 0                    | 1            | 0            | 0            | 0            | 0          | 0          | 0           | 0          | 0+2           | 0             | 0             | 0             | 5        | 0      | 0           | 0          |
| R. Fraser     | 2                    | 0                    | 0                    | 0                    | 0            | 0            | 0            | 0            | 1          | 0          | 0           | 0          | 0+1           | 0             | 0             | 0             | 4        | 0      | 0           | 0          |
| Ó. Cortés     | 10                   | 0                    | 0                    | 0                    | 0            | 0            | 0            | 0            | 1          | 0          | 0           | 0          | 0             | 0             | 0             | 0             | 11       | 0      | 0           | 0          |
| C. Barron     | 28                   | 0                    | 0                    | 0                    | 1            | 0            | 0            | 0            | 4          | 0          | 0           | 0          | 2+11          | 0             | 0+2           | 0             | 46       | 0      | 2           | 0          |
| M. Diomande   | 36                   | 4                    | 7                    | 1                    | 2            | 0            | 0            | 0            | 4          | 1          | 1           | 0          | 2+10          | 0+1           | 1+5           | 0             | 54       | 6      | 14          | 1          |
| K. Dowell     | 12                   | 0                    | 1                    | 0                    | 0            | 0            | 0            | 0            | 2          | 0          | 0           | 0          | 1+1           | 0             | 0             | 0             | 16       | 0      | 1           | 0          |
| I. Hagi       | 24                   | 4                    | 5                    | 1                    | 2            | 0            | 0            | 0            | 1          | 0          | 1           | 0          | 0+4           | 0             | 0+1           | 0             | 31       | 4      | 7           | 1          |
| N. Raskin     | 33                   | 4                    | 8                    | 0                    | 1            | 0            | 0            | 0            | 2          | 0          | 1           | 0          | 0+12          | 0+1           | 0+2           | 0             | 48       | 5      | 11          | 0          |
| R. McCausland | 13                   | 0                    | 4                    | 1                    | 1            | 1            | 0            | 0            | 2          | 1          | 0           | 0          | 2+7           | 0+1           | 0+1           | 0             | 25       | 3      | 5           | 1          |
| N. Bajrami    | 28                   | 2                    | 2                    | 0                    | 2            | 0            | 0            | 0            | 3          | 2          | 1           | 0          | 0+11          | 0+1           | 0             | 0             | 44       | 5      | 3           | 0          |
| B. Rice       | 7                    | 0                    | 1                    | 0                    | 2            | 0            | 0            | 0            | 0          | 0          | 0           | 0          | 0+3           | 0             | 0+1           | 0             | 12       | 0      | 2           | 0          |
| F. Curtis     | 3                    | 0                    | 0                    | 0                    | 1            | 0            | 0            | 0            | 0          | 0          | 0           | 0          | 0+1           | 0             | 0             | 0             | 5        | 0      | 0           | 0          |
| P. Nsio       | 1                    | 0                    | 0                    | 0                    | 0            | 0            | 0            | 0            | 0          | 0          | 0           | 0          | 0+1           | 0             | 0             | 0             | 2        | 0      | 0           | 0          |
| C. Dessers    | 35                   | 18                   | 3                    | 0                    | 2            | 3            | 0            | 0            | 4          | 4          | 1           | 0          | 2+12          | 1+3           | 1+2           | 0             | 55       | 29     | 7           | 0          |
| T. Lawrence   | 18                   | 4                    | 3                    | 0                    | 1            | 0            | 0            | 0            | 2          | 0          | 0           | 0          | 2+5           | 0+2           | 0             | 0             | 28       | 6      | 3           | 0          |
| R. Matondo    | 6                    | 2                    | 0                    | 0                    | 0            | 0            | 0            | 0            | 1          | 0          | 0           | 0          | 1+0           | 0             | 0             | 0             | 8        | 2      | 0           | 0          |
| V. Černý      | 33                   | 12                   | 2                    | 0                    | 1            | 0            | 0            | 0            | 4          | 0          | 1           | 0          | 2+12          | 0+6           | 0+1           | 0             | 52       | 18     | 4           | 0          |
| S. Wright     | 2                    | 0                    | 0                    | 0                    | 0            | 0            | 0            | 0            | 0          | 0          | 0           | 0          | 1+0           | 0             | 0             | 0             | 3        | 0      | 0           | 0          |
| H. Igamane    | 33                   | 12                   | 2                    | 0                    | 1            | 0            | 0            | 0            | 2          | 0          | 1           | 0          | 0+10          | 0+4           | 0+2           | 0             | 46       | 16     | 5           | 0          |
| Z. Lovelace   | 1                    | 0                    | 0                    | 0                    | 1            | 0            | 0            | 0            | 0          | 0          | 0           | 0          | 0+2           | 0             | 0             | 0             | 4        | 0      | 0           | 0          |
| Danilo        | 23                   | 5                    | 0                    | 0                    | 0            | 0            | 0            | 0            | 3          | 1          | 0           | 0          | 0+1           | 0             | 0             | 0             | 27       | 6      | 0           | 0          |